# Democratic Revolutionary Peoples Party
Democratic Revolutionary Peoples Party var ett politiskt parti i Manipur i Indien. Partiet lanserade 23 kandidater i delstatsvalet 2002, varav två blev valda. Partiet fick totalt 51 916 röster. Partiet gick med i det segrande Secular Progressive Front, lett av Kongresspartiet. Inför valet till Lok Sabha 2004 gick partiet samman med Kongresspartiet. 